# Norwegen unter deutscher Besatzung

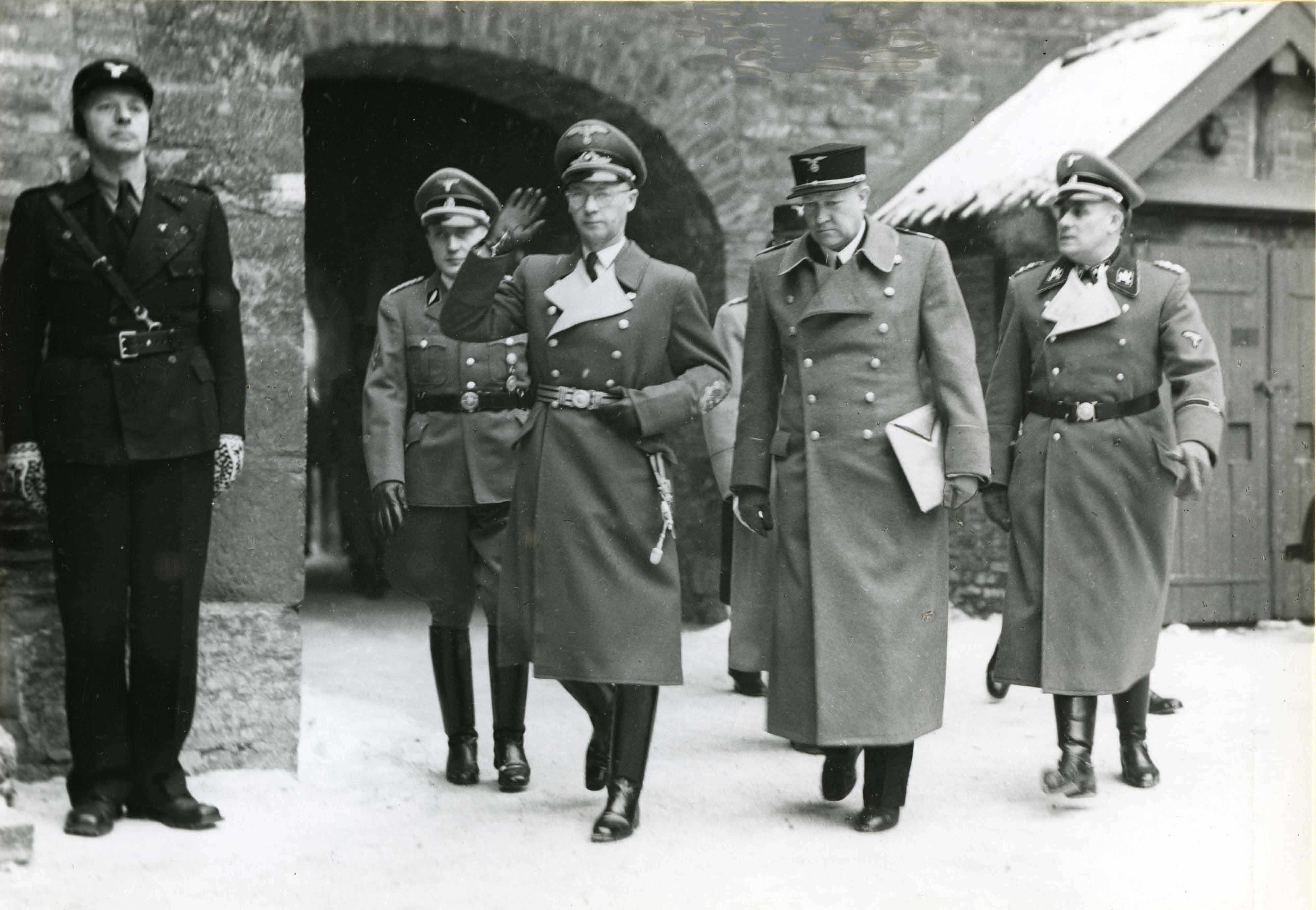
Reichskommissar Terboven, Ministerpräsident Quisling und HSSPF Redieß in Oslo (1942)

Die Besetzung Norwegens durch die deutsche Wehrmacht im Zweiten Weltkrieg begann mit dem Unternehmen Weserübung am 9. April 1940 und endete am 8. Mai 1945, dem Tag der bedingungslosen Kapitulation der Wehrmacht.
Während dieser fünf Jahre waren in Norwegen deutsche Truppen stationiert und von einem SS-Netzwerk an Polizei- und Sicherheitsdienstpersonal überzogen. Josef Terboven, zuvor Gauleiter in Essen, wurde Reichskommissar. Er übernahm als deutsche Besatzungsmacht die Kontrolle über das Land und bestimmte dem Schein nach dreizehn norwegische Persönlichkeiten zu kommissarischen Staatsräten. Daraufhin erklärte er den norwegischen König Haakon VII. und die demokratisch legitimierte Regierung unter Ministerpräsident Johan Nygaardsvold, die ins Exil nach London gegangen waren, für abgesetzt. Im Jahre 1942 bestimmte er zur Unterstützung der deutschen Besatzungsmacht den norwegischen Faschisten Vidkun Quisling als Regierungschef und die von ihm personell festgelegte Marionettenregierung. Sein Name wird heute in mehreren Sprachen als Synonym für einen Kollaborateur oder Verräter gebraucht.
Die Besatzungszeit hinterließ deutliche Spuren im Bewusstsein der Norweger und gab nach dem Krieg Anlass zu Diskussionen über das Verhalten einzelner Bürger zwischen Kollaboration und Widerstand. Auch die norwegischen Widerstandsgruppen kamen in die Kritik, da sie bei Sabotageakten und Anschlägen auf Einrichtungen der deutschen Besatzungsmacht auch zivile Opfer unter der Bevölkerung in Kauf genommen hatten.

## Vorgeschichte
Norwegen war im Ersten Weltkrieg neutral geblieben und wollte diese Politik auch im Zweiten Weltkrieg fortsetzen. Die größte Partei, die Arbeiterpartei, war pazifistisch eingestellt. Gleichzeitig wurde eine Politik der Austerität propagiert, die durch Sparmaßnahmen im Staatshaushalt wie auch beim privaten Konsum eine ausgeglichene Handelsbilanz mit geringer Inflation und Vollbeschäftigung bringen sollte.
Es wurde davon ausgegangen, dass eine strikte Neutralitätspolitik Norwegen aus allen Kriegshandlungen heraushalten werde. Es bestand die Vorstellung, dass Norwegen auf Grund seiner geographischen Lage nicht direkt von einer Aggression bedroht sei und allenfalls durch den Völkerbund in einen Konflikt zwischen den Großmächten hineingezogen werden könnte. Nach der Völkerbundsatzung waren die Mitgliedsstaaten verpflichtet, bei der Anwendung von Sanktionen gegen Aggressoren mitzuwirken. Gemeinsam mit Dänemark, Finnland, Island und Schweden unterzeichnete Norwegen am 27. Mai 1938 eine Deklaration, die die Rechte und Pflichten der neutralen Staaten regelte. Das Storting, das norwegische Parlament, stellte anschließend in einem Beschluss klar, dass Norwegen bereit sei, die volle und unbedingte Neutralität „in jedem Krieg zu wahren, den es nicht selbst in einer Völkerbundaktion gut heißt“. Ein Angebot Deutschlands, Verhandlungen über einen Nichtangriffspakt aufzunehmen, wurde von der norwegischen Regierung als unvereinbar mit der Neutralitätspolitik gehalten und abgelehnt.
Erst als die Spannungen in Europa Ende der 1930er Jahre gestiegen waren, hatte das Storting die Aufrüstung beschlossen, um die Neutralität notfalls auch verteidigen zu können. Dafür wurde auch eine Staatsverschuldung in Kauf genommen. Später stellte sich heraus, dass diese Pläne viel zu spät in Angriff genommen worden waren, um noch Wirkung zu erzielen.

### Politische Beziehungen zu Großbritannien und dem Deutschen Reich

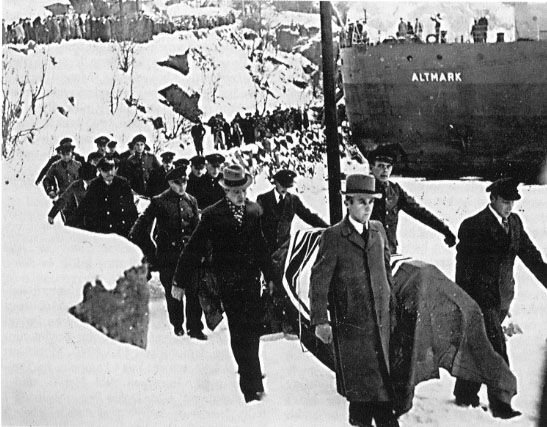
Altmark-Zwischenfall: Am 16. Februar 1940 werden gefallene deutsche Matrosen des Kriegsgefangenentransportschiffs Altmark in Norwegen an Land gebracht.

Wegen der strategisch bedeutenden Lage im Nordatlantik und dem Zugang zu kriegswichtigen Rohstoffen (Kupfer, Schwefel und Schwefelkies, Nickel, Molybdän und Eisenerz, Aluminium für den Flugzeugbau) war es für Norwegen nicht einfach, eine gleichmäßige Distanz zu den Konfliktparteien Großbritannien und dem Deutschen Reich aufrechtzuerhalten. Es wurden zwar mit beiden Staaten großzügige Handelsabkommen geschlossen, Norwegen hatte jedoch zu garantieren, keinerlei Kriegstransporte in seinen Gewässern zu dulden. Eine sofortige Blockade der Handelsverbindungen durch eine der beiden Mächte wäre die Folge gewesen.
Die Auffassungen darüber, was zu den neutralitätsverletzenden Transporten durch norwegische Hoheitsgewässer zu rechnen war, gingen zwischen den beiden Kriegsparteien auseinander. Das zeigte auch der Altmark-Zwischenfall am 16. Februar 1940. Das Versorgungsschiff Altmark der deutschen Kriegsmarine befand sich mit britischen Kriegsgefangenen an Bord in norwegischen Gewässern. Da das Transportschiff nicht unter der Reichskriegsflagge, sondern unter Reichsflagge fuhr, galt es aus deutscher Sicht nicht als Kriegsschiff. Die britische Seite beurteilte den Transport erheblich anders. Die Royal Navy ließ das Transportschiff durch einen Stoßtrupp des Zerstörers Cossack entern und die Kriegsgefangenen befreien. Sieben deutsche Matrosen kamen dabei ums Leben. Zwei anwesende Torpedoboote der norwegischen Marine kamen nicht zum Einsatz, um den Angriff zu verhindern.
Den Norwegern wurde klar, dass unter den gegebenen Umständen die Durchsetzung der Neutralität schwierig sein würde. Dennoch wollte man an ihr festhalten. Im Deutschen Reich wurden hingegen Pläne geschmiedet, das Kräftegleichgewicht zu verschieben.

## Die Invasion
Bereits am 8. April 1940 begannen die Briten im Rahmen ihrer als Provokation gedachten Operation Wilfred Minenfelder bei den Lofoten zu legen.
Unter großer Geheimhaltung plante General Nikolaus von Falkenhorst den Angriff auf Dänemark und Norwegen. Nach den deutschen Plänen sollten in einer abgedeckten militärischen Invasion das Land besetzt, König und Regierung Norwegens von deutschen Sondereinheiten festgesetzt, dann zur Zusammenarbeit genötigt und Loyalität gegenüber der deutschen Besatzung durch Deutsche Polizei- und SD-Kräfte erzwungen werden. Die hinterhältige deutsche Forderung nach sofortiger Kapitulation mit der Androhung, jeglichen Widerstand zu brechen, wurde im Unterschied zu Dänemark durch König Haakon VII. und seiner Regierung unter Johan Nygaardsvold nicht angenommen. Sie flüchteten zunächst ins Landesinnere und riefen die Bevölkerung zum Widerstand auf. Die Kämpfe wurden erst nach massiven deutschen Luftangriffen auf norwegische Städte und Ortschaften 62 Tage nach ihrem Beginn am 10. Juni 1940 mit der Kapitulation der 6. norwegischen Division beendet. König Haakon VII. und seiner Regierung gelang es, auf einem britischen Kriegsschiff am 7. Juni 1940 Norwegen zu verlassen und in London eine Exilregierung zu bilden.

## Besatzungszeit

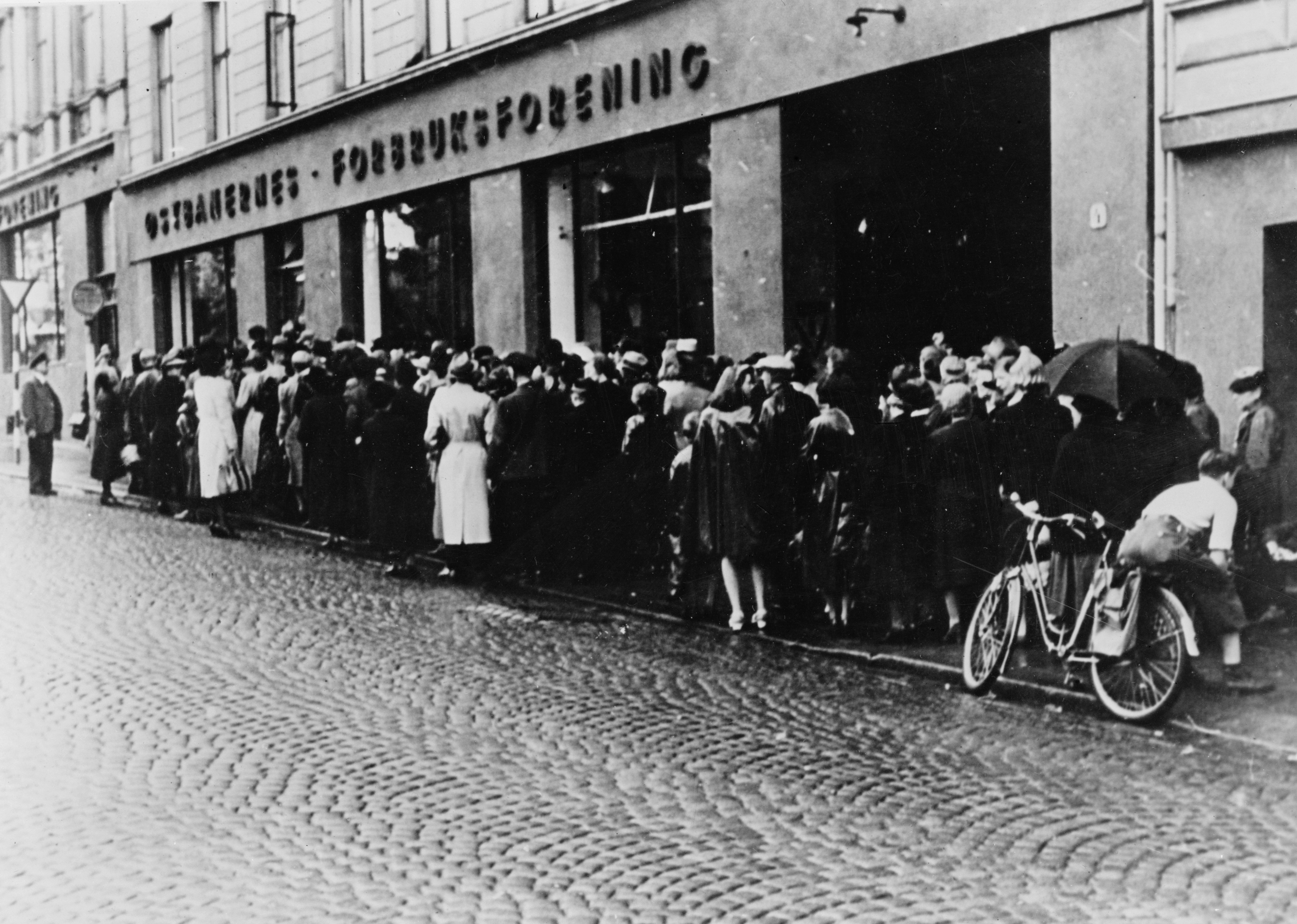
In Oslo war es unter den deutschen Besatzern ein alltägliches Bild, dass Menschen ab 5 Uhr früh vor den Läden anstanden, um nicht rationierte Waren zu bekommen.

Aus deutscher Sicht wurde die Invasion als „Inschutznahme“ gegen britische Operationen in norwegischen Gewässern verteidigt. Der bisherige NSDAP-Gauleiter von Essen, SS-Obergruppenführer Josef Terboven, wurde von Hitler, unter Abkehr von einer an die völkerrechtlichen Regeln gebundenen Besatzungsherrschaft einer Militärverwaltung, zum Reichskommissar für Norwegen ernannt und sollte die „Norweger als Freunde gewinnen“. Dies gelang jedoch nicht. Ein Hauptgrund dafür war, dass er eine rigorose Besatzerpolitik betrieb, die sich ausschließlich nach dem Willen des NS-Regimes, seiner Terror- und Verfolgungspolitik sowie den Rassenverfolgungen ausrichtete. Als einer der ersten Schritte seiner Machtausübung setzte er die amtierende norwegische Regierung und den König ab. Das daraufhin gebildete Kabinett hatte ausschließlich nach dem deutschen Diktat zu handeln. Ein weiterer Widerspruch bestand darin, dass Adolf Hitler den von ihm eingesetzten Reichskommissar Josef Terboven auf die Einsetzung der nationalsozialistischen Partei Norwegens drängte. Der Vorsitzende der kleinen Nasjonal Samling und ehemalige Verteidigungsminister Vidkun Quisling rief sich dann mit einer Rede im Norwegischen Rundfunk NRK selbst zum Regierungschef aus, was weder die deutsche Regierung noch die norwegische Öffentlichkeit stützten. Die deutschen Besatzer zwangen Quisling, das Amt wieder aufzugeben. So wurde am 15. April 1940 durch den Obersten Gerichtshof Norwegens ein Administrasjonsråd als Übergangsregierung eingesetzt, an deren Spitze der deutschfreundliche konservative Politiker und Regierungspräsident von Oslo und Akershus, Ingolf Elster Christensen, stand. Nachdem alle Versuche scheiterten, durch Verhandlungen die Anerkennung der Übergangsregierung zu erreichen, erklärte Terboven am 20. September 1940 die Absetzung von König und Exilregierung, die Auflösung des Administrasjonsrådet und das Verbot aller politischen Parteien außer der Nasjonal Samling. Terboven setzte seinerseits zur Umsetzung der deutschen Befehle „Kommissarische Staatsräte“ als scheinbar an der Machtausübung Beteiligte ein. Der Kollaborateur Quisling wurde am 1. Februar 1942 doch noch zum Regierungschef ernannt, um der norwegischen Regierung den Anstrich einer Legitimität zu geben. Sverre Riisnæs erhielt die Zuständigkeit für das Justizdepartement und Jonas Lie für das Polizeidepartement Norwegens. Beide wurden zu Erfüllungsgehilfen der deutschen Besatzungsmacht.
Das norwegische Recht wurde von Beginn an gebrochen und den deutschen Befehlen und Weisungen unterstellt. Wenn das geltende Recht nicht im Einklang mit dem deutschen stand, wurde durch den Reichskommissar, ohne Legitimität eigenes Besatzerrecht geschaffen. Veröffentlicht wurde dieses in den «Verordnungsblättern für die besetzten norwegischen Gebiete». In einigen besetzten Gebieten wurde auch das deutsche Kriegsrecht ausgerufen.

### Deutsche Sicherheitskräfte und Repression

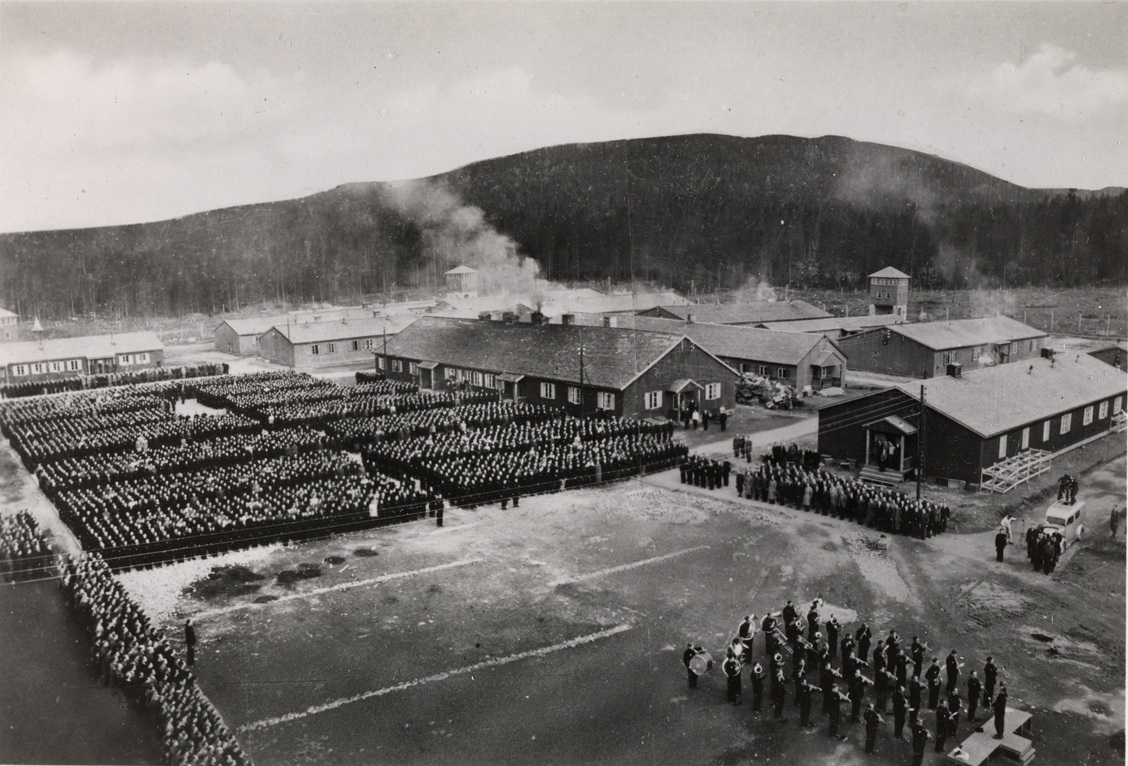
Polizeihäftlingslager Grini, Feierlicher Appell zum Befreiungstag, 8. Mai 1945

Nach der Besetzung im April 1940 setzte Reichskommissar Terboven eine immer härtere Besatzungspolitik durch, da die Kollaborationsregierung unter Vidkun Quisling über keinen Rückhalt in der Bevölkerung verfügte. Unter dem Befehlshaber der Sicherheitspolizei und des SD Heinrich Fehlis, der im Herbst 1940 Walter Stahlecker abgelöst hatte, verhafteten Sipo und SD politische Gegner, Kommunisten, Gewerkschaftsmitglieder, oppositionelle Lehrer, Studenten, Polizisten, Offiziere der norwegischen Armee, Kriegsgefangene, Zwangsarbeiter und Juden. Zu diesem Zweck wurden vier Polizeihäftlings- und Strafgefangenenlager eingerichtet. Diese waren Grini fangeleir bei Oslo, Falstad bei Trondheim, Ulven und Espeland bei Bergen und Sydspissen/Tromsdalen bei Tromsø. Die Lager wurden als Hinrichtungsorte genutzt und Häftlinge in Konzentrationslager deportiert.
Höherer SS- und Polizeiführer (HSSPF) Nord wurde im April 1940 Fritz Weitzel, der im Juni 1940 bei einem Luftangriff auf Düsseldorf starb und durch Friedrich Wilhelm Redieß ersetzt wurde. Als Leiter für die nachrichtendienstlichen Aufgaben, Abt. IV. KdS Bergen, wurde SS-Hauptsturmführer Gerhard Berns (1903–1942) eingesetzt. Sein Stellvertreter war SS-Staffelsturmführer Henry Bertram (1903–1942).
Von den etwa 500 norwegischen Nacht- und Nebel-Gefangenen, die zur Verunsicherung der Widerstandsbewegung heimlich nach Deutschland verschleppt worden waren, kehrte die Hälfte nie zurück.

### Militär

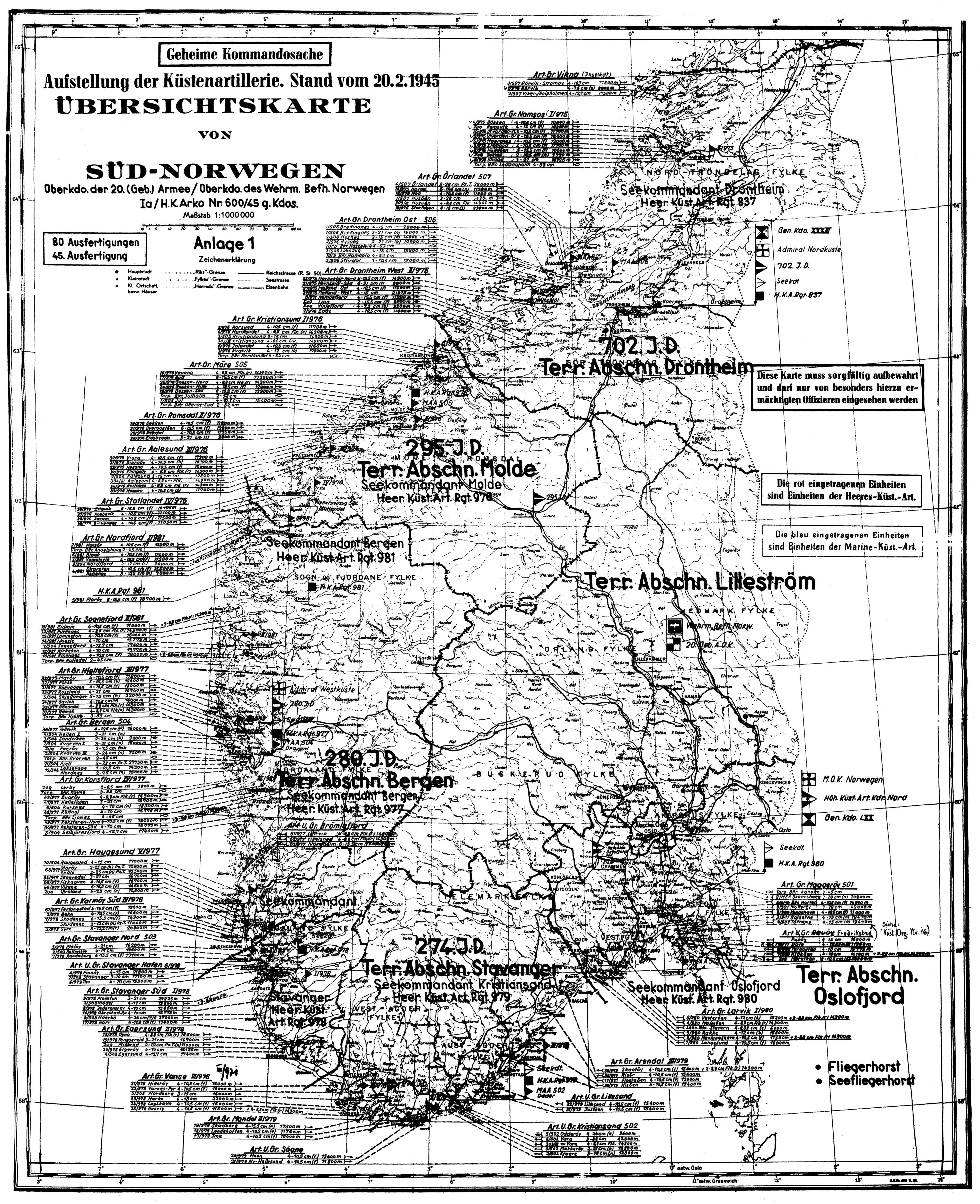
Stellungen der deutschen Küstenartillerie in Südnorwegen (Februar 1945)

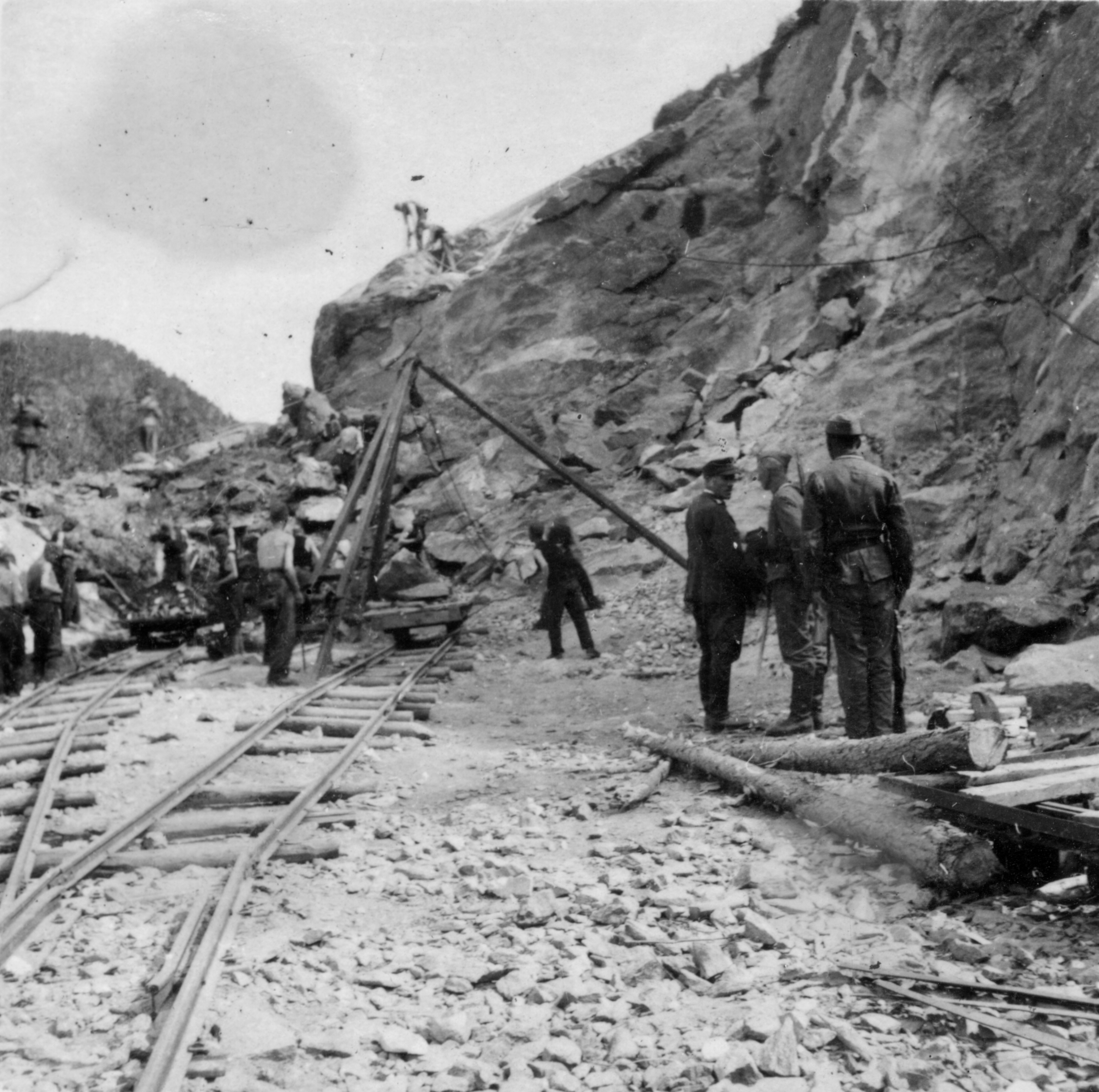
Kriegsgefangene Zwangsarbeiter an der Blutstraße bei Saltdal

Zum Wehrmachtsbefehlshaber Norwegen wurde 1942 General Nikolaus von Falkenhorst ernannt. Er wurde am 18. Dezember 1944 von Lothar Rendulic abgelöst, der seinerseits im Januar 1945 durch Franz Böhme ersetzt wurde.
In Norwegen musste eine völlig intakte Besatzungsarmee von 300.000 Mann (1940–1944), am Ende der Okkupation sogar 400.000 Mann, versorgt und ihre Bauvorhaben mit Geld, Material und Arbeitskräften aus der norwegischen Volkswirtschaft sichergestellt werden. In keinem anderen von Deutschland besetzten Land war das zahlenmäßige Verhältnis zwischen Besatzungstruppen und Bevölkerung so ungünstig. Den Anfang mit Bauvorhaben machte die Luftwaffe mit Flugplatzprojekten wie dem Ausbau des Flugplatz Sola für die Luftschlacht um England und die Marine mit U-Boot-Stützpunkten (wie Dora 1 und Dora 2 in Trondheim und Bruno in Bergen) und Küstenartillerie. Im Spätsommer 1940 nach der verlorenen „Schlacht um England“ begann man mit dem Bau gigantischer Küstenbefestigungen. Das dürftige norwegische Straßen- und Schienennetz sollte für den Angriff auf Murmansk mit der Polarbahn bis Kirkenes und dem Riksveien 50 von Oslo nach Kirkenes ausgebaut werden.
Nach dem Überfall auf die Sowjetunion entwickelte sich die Furcht vor einer britischen Invasion in Norwegen bei Hitler zu einer wahren Obsession. Nach der britischen Operation Claymore gegen die Lofoten am 4. März 1941 befahl er umgehend den forcierten Ausbau der Küstenverteidigung. Kleinere britisch-norwegische Kommandounternehmen hielten den Anschein einer latenten Bedrohung Norwegens aufrecht.

### Kriegsgefangene
Zwangsarbeiter wurden vor allem aus sowjetischen und polnischen Kriegsgefangenen rekrutiert, die in vier Lagern konzentriert waren: Stalag 303 in Jørstadmoen bei Lillehammer, Stalag 322 in Elvenes bei Kirkenes, Stalag 330 in Sagen bei Alta (nach dem Rückzug aus der Finnmark nach Beisfjord bei Narvik verlegt) und Stalag 380 in Drevja und Oppdal. Hinzu kamen mindestens 121 im ganzen Land verstreute Nebenlager. Luftbildarchäologie hat ergeben, dass es wesentlich mehr Nebenlager gegeben haben muss. Diese Lager standen unter dem Kommando der Wehrmacht. Weitere Arbeiter wurden unter der Kontrolle der Organisation Todt rekrutiert. Die Waffen-SS unterhielt eigene Lager, in denen bis zum Jahre 1943 politische Gefangene aus Jugoslawien interniert waren. Auf Druck des Roten Kreuzes wurden diese Lager aber später ebenfalls der Wehrmacht übergeben. Es gelang der Waffen-SS, etwa für die 5. SS-Panzer-Division „Wiking“ ca. 6000 Norweger für sich zu gewinnen.
Etwa 13.000 sowjetische, 2.600 jugoslawische und 160 polnische Gefangene starben in Norwegen durch Exekutionen oder als Folge von systematischer Unterversorgung, Misshandlung, Erschöpfung und an Krankheiten. Diese Zahl übersteigt die Gesamtzahl an zivilen und militärischen Opfern Norwegens im Zweiten Weltkrieg. Einige der berüchtigten Kriegsgefangenenlager in Nordnorwegen glichen Todeslagern.

### Wirtschaft
Terboven kam es von Anfang an darauf an, die norwegische Wirtschaft nicht nur für kriegswirtschaftliche Ziele zu nutzen, sondern auch Vorbereitungen für die Eingliederung in den deutschen „Großraumwirtschaftsraum“ zu treffen. Die Rüstungsindustrie wollte nach den Plänen von Heinrich Koppenberg und dem Reichsluftfahrtministerium unter Hermann Göring mit gigantischen Bauvorhaben, die Wasserkraft in Norwegen nutzen und die dortige Aluminiumproduktion für den Flugzeugbau der Luftwaffe vervierfachen. Die occupacio bellica erlaubte über die Feindvermögensverordnung die Kapitalanteile ausländischer, vor allem britischer Eigentümer, unter die deutsche Treuhänderschaft von Koppenberg zu stellen. Aufgrund von Arbeitskräftemangel, Misswirtschaft und Transportschwierigkeiten durch fehlenden Schiffsraum scheiterte das Projekt.

### Zivilbevölkerung
Die Zivilbevölkerung litt unter Krieg und Besatzung. Mit der deutschen Besatzung war vor allem eine Verschlechterung der Lage der Arbeiter verbunden, was in sinkenden Löhnen, der Rationierung von Lebensmitteln und Brennstoffen und dem damit verbundenen Schwarzmarkt zum Ausdruck kamen. Zu einer Eskalation kam es am 8. September 1941, als die Milchration gesenkt und der Milchverkauf in den Betrieben eingestellt wurde. Daraufhin wurde in 55 Betrieben im Raum Oslo die Arbeit niedergelegt, was als der Milchstreik bekannt wurde. Dagegen wurde mit äußerster Härte vorgegangen. Viele Norweger litten an Mangelkrankheiten. Dänemark und Schweden unterstützten die Bevölkerung durch Hilfslieferungen. Der Durchschnittsenergiebedarf wurde im Deutschen Reich mit 2700 kcal pro Person berechnet. Die Dänen hatten durchschnittlich 3100 kcal zur Verfügung, während die Bürger von Norwegen, Belgien, Frankreich und Italien mit 2000 und Osteuropäer mit nur höchstens 1500 kcal pro Tag auskommen mussten.
In Norwegen wurden rund 12.000 Besatzungskinder, also Kinder von deutschen Soldaten mit norwegischen Frauen, geboren (davon schätzungsweise 8.000 im Rahmen des norwegischen Lebensborn-Programmes). Das Schicksal und vor allem die systematische Diskriminierung dieser Tyskerbarn sowie ihrer mit dem Schimpfwort Tyskertøs („Deutschenflittchen“) bezeichneten Mütter in der Nachkriegszeit war in Norwegen ein jahrzehntelanges Tabu.

### Flüchtlinge
Während der Besatzungszeit flohen ungefähr 50.000 Norweger ins benachbarte, neutrale Schweden. Schweden war wegen seiner geringeren strategischen Bedeutung nicht von deutschen Truppen besetzt worden. Dafür mussten einige Zugeständnisse gemacht werden, was den Transport von kriegswichtigen Gütern durch das Land betraf.
Unter den Personen, die aus dem Land fliehen mussten, befanden sich norwegische Juden, oppositionelle politische Aktivisten und gesuchte Widerstandskämpfer, darunter Willy Brandt. Die Grenze zwischen Norwegen und Schweden war mit 1619 Kilometern sehr lang und konnte von den Deutschen nicht effektiv kontrolliert werden. Einheimische halfen vielen Menschen bei der Flucht über die Grüne Grenze. 1944 gab es 560 Juden mit norwegischer Staatsbürgerschaft, die in Schweden als Flüchtlinge registriert worden waren und das Land nicht verlassen konnten. Die schwedischen Behörden garantierten die Sicherheit der Flüchtlinge, und es gab keine Ausweisungen oder Auslieferungen. In den ersten Jahren der Besetzung gab es jedoch keinerlei Ermutigung oder Unterstützung der Flucht aus Norwegen durch die Schweden, um ihren Neutralitätsstatus nicht zu gefährden. Viele Flüchtlinge wurden in Lagern interniert, wo sie nur mit dem Notwendigen versorgt wurden.
Unter den Menschen, die die Grenze überschritten, waren auch viele Männer im wehrfähigen Alter, die sich zu den norwegischen Truppen im Exil durchschlagen wollten, um sie zu unterstützen. Die meisten dieser Truppen waren in Großbritannien stationiert. Vor der deutschen Invasion der UdSSR war es noch möglich, Schweden über sowjetisches Territorium zu verlassen und große Distanzen, oft über Indien, zurückzulegen, um das Vereinigte Königreich zu erreichen. Nach dem Beginn des Unternehmens Barbarossa war eine Weiterreise auf dem Land- oder Seeweg für die Flüchtlinge in Schweden ausgeschlossen. Nur wenn es ihnen möglich war, einen Platz für einen Flug nach Großbritannien zu bekommen, konnten sie Schweden verlassen.

### Juden
Nach der Besetzung lebten im Lande rund 2100 jüdische Norweger und Flüchtlinge aus Mitteleuropa, deren Situation sich ab Sommer 1941 verschlechterte. In Nordnorwegen verhafteten die deutschen Besatzer alle jüdischen Männer, in anderen Landesteilen nur die staatenlosen Juden. Von Februar 1942 an wurden auf Anweisung von Heinrich Fehlis die Ausweise von Juden gekennzeichnet. Anhänger der Nasjonal Samling forderten eine radikale, letztendliche Regelung der Judenfrage, und ihr statistisches Büro verpflichtete die Juden, ihre Vermögensverhältnisse anzugeben.
Am 25. Oktober 1942 ordnete Wilhelm Wagner, der Leiter der zuständigen Gestapoabteilung beim Befehlshaber der Sicherheitspolizei und des SD in Norwegen, die Verhaftung aller jüdischen Männer an, die daraufhin in Søndre Berg bei Tønsberg interniert wurden. Unmittelbar darauf erließ die norwegische Regierung ein Gesetz, um das Vermögen der Juden zugunsten der Staatskasse einzuziehen. Ein Gesetz zur Meldepflicht vom 17. November 1942 definierte, wer als Jude zu gelten hatte. Am 25. November 1942 wurde die Verhaftung von jüdischen Frauen und Kindern befohlen. 532 Personen wurden mit dem Truppentransportschiff Donau nach Stettin und von dort nach Auschwitz geschafft. Die meisten von ihnen wurden dort sofort ermordet. Am 25. Februar 1943 wurden weitere 158 Juden nach Stettin verschifft, über das Berliner Sammellager Synagoge Levetzowstraße nach Auschwitz gebracht und dort – bis auf 28 als arbeitsfähig eingestufte Männer – sofort ermordet.
Die Verhaftungen und die Deportation wurde von norwegischem Personal durchgeführt und
die Reaktionen der norwegischen Gesellschaft und der Widerstandsbewegung waren bis zum November „überraschend“ zurückhaltend und nicht eindeutig gewesen. Einzelne Polizisten warnten gefährdete Juden jedoch vor den Verhaftungswellen, und obwohl Judenhelfern schon am 12. Oktober 1942 mit der Todesstrafe gedroht wurde, betätigten sich im Herbst 1942 immer mehr nichtjüdische Norweger als Fluchthelfer. Insgesamt wurden mehr als 1000 Juden ins Nachbarland geschleust.

### Exilverbände norwegischer Truppen
Erst in den letzten beiden Jahren des Zweiten Weltkriegs stimmte Schweden den Forderungen der norwegischen Exilregierung in London zu und erlaubte die Ausbildung von norwegischen „Polizeitruppen“ in Schweden. Es handelte sich dabei jedoch um die Aufstellung regulärer militärischer Verbände, die bei der Befreiung Norwegens zum Einsatz kommen sollten. So wurden 12.000 Mann, bestehend aus norwegischen Flüchtlingen in Schweden, ausgebildet und bewaffnet. Die ersten dieser „Polizeitruppen“ wurden nach dem Rückzug der Deutschen aus der Finnmark im Winter 1944/1945 eingesetzt.

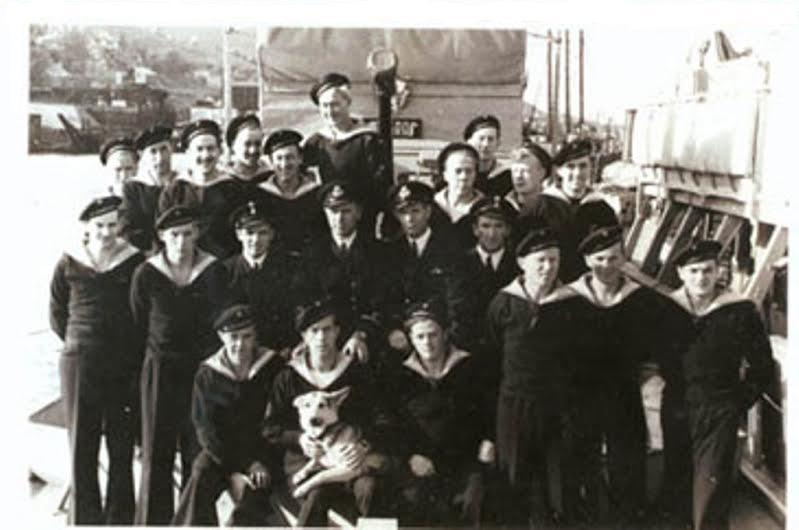
Shetland Bus: Die Mannschaft der Vigra

Eine weitere Fluchtroute, auf der meist junge Männer nach Großbritannien gelangten, um sich den norwegischen Einheiten im Exil anzuschließen, war die Fahrt über den rauen Nordatlantik zu den Shetlandinseln. Diese Fahrten wurden in Fischerbooten von der norwegischen Küste aus gestartet und dauerten rund 24 Stunden. Die Strecke vor der norwegischen Küste musste im Schutz der Dunkelheit zurückgelegt werden. Zuerst unregelmäßig von Flüchtlingen genutzt, entwickelte sich dieser Seeweg im Lauf der Zeit zum „Shetland Bus“, mit dem nicht nur Norweger nach Großbritannien entkamen, sondern auch in umgekehrter Richtung Menschen und Material verschifft wurden.
In der Anfangszeit blieben die Fahrten von der Besatzungsmacht unbemerkt. Schließlich wurde der Fluchtweg entdeckt und die deutsche Marine griff vielfach Fischerboote erfolgreich an, versenkte sie oder nahm die Besatzungsmitglieder gefangen.
Als die SS davon erfuhr, dass Widerstandskämpfer mit den Booten auch von Shetland zurück nach Norwegen geschleust wurden, machte sich eine Einheit unter Führung des deutschen Geheimdienstchefs in Norwegen, Hauptsturmführer Gerhard Berns, und seines Stellvertreters, Untersturmführer Henry Bertram, auf, um zwei der Widerstandskämpfer im Dorf Telavåg, wo sie sich versteckten, zu verhaften. Die beiden, Arne Vaerum und Emil G. Hvaal, waren in Schottland ausgebildet und Anfang April 1942 mit dem „Shetland Bus“ an der norwegischen Küste abgesetzt worden. Bei der Aktion in Telavåg wurden Vaerum, aber auch Berns und Bertram getötet. Als Rachemaßnahme landeten SS-Einheiten im Dorf, verschleppten die Frauen in norwegische Lager, die Männer ins KZ Sachsenhausen und sprengten sämtliche Wohnhäuser in die Luft, um das Dorf auszuradieren.

### Verbrannte Erde

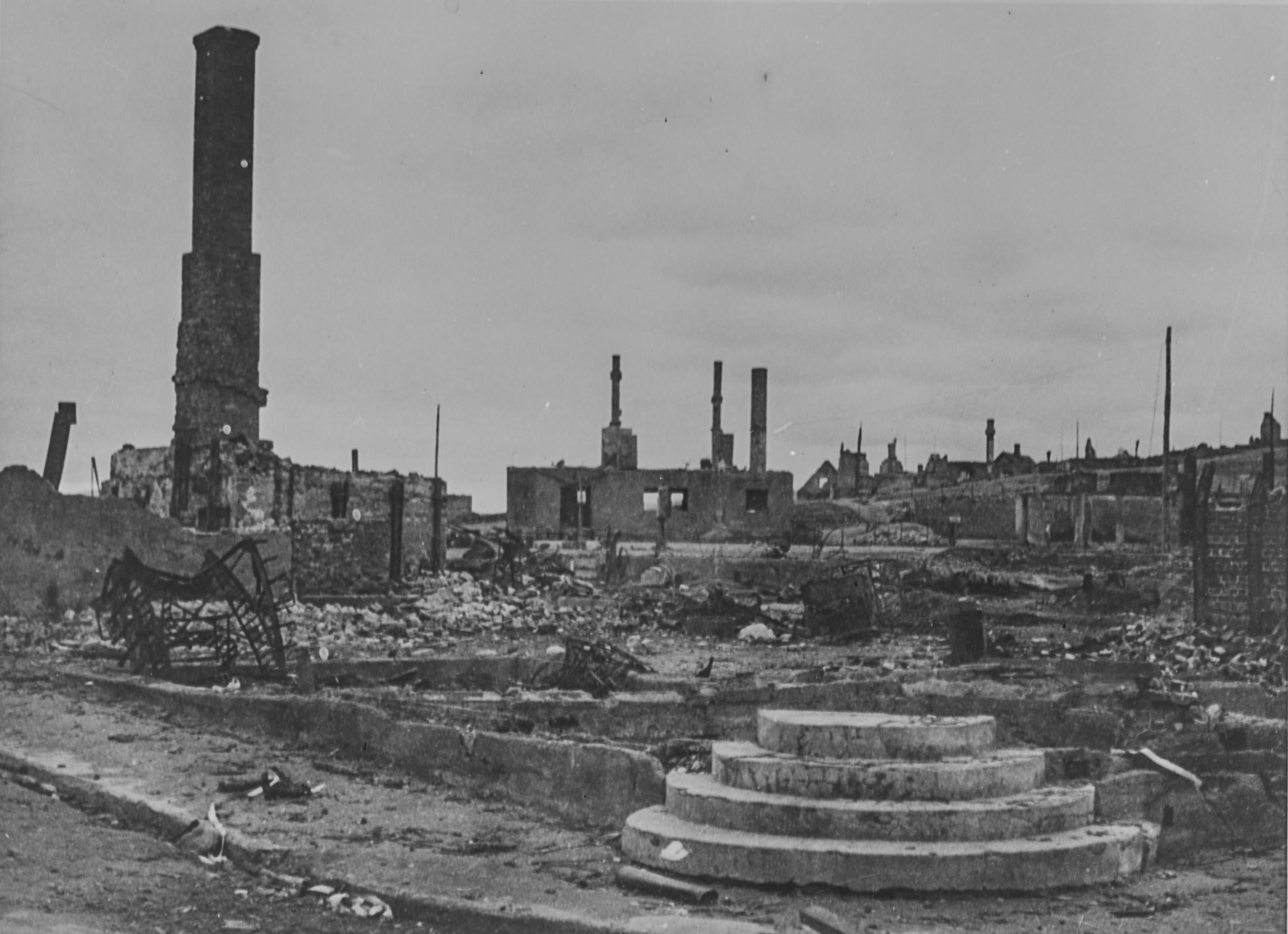
Das Zentrum von Kirkenes nach dem deutschen Rückzug

Im Rahmen des Unternehmens Nordlicht erfolgte ab Ende 1944 die vollständige und rücksichtslose Deportation (Evakuierung) der norwegischen Bevölkerung und die Zerstörung aller Unterkünfte ostwärts des Lyngenfjords durch die Wehrmacht.
Die unter Terboven erarbeiteten Pläne für den „Endkampf“ in Norwegen sahen die nachhaltige Zerstörung sämtlicher wichtigen Industrie- und Versorgungsbetriebe im Lande vor. Zur Vorbereitung gab es beim HSSPF eine besondere Abteilung unter dem IG-Farben-Direktor von der Bey. Der Wehrmachtsbefehlshaber für Norwegen Böhme als auch die Chefs des OKW, Wilhelm Keitel und des Wehrmachtsführungsstabes, Alfred Jodl standen diesen Vorstellungen im Grunde positiv gegenüber. Terboven drang mit seinen Plänen beim neuen deutschen Staatsoberhaupt Karl Dönitz nicht durch, wurde am 7. Mai 1945 abgesetzt und beging am Folgetag Suizid.

## Kapitulation

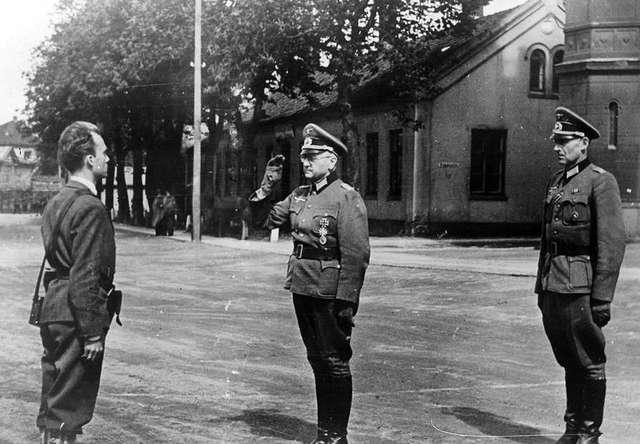
Der Angehörige des norwegischen Widerstandes Terje Rollem übernimmt nach der Kapitulation am 11. Mai 1945 die Festung Akershus vom deutschen Kommandanten Major Wilhelm Nichterlein

Landesweit bekannt wurde Fähnrich Terje Rollem, Mitglied der Widerstandsgruppe Milorg, der am 11. Mai 1945 vom deutschen Kommandanten offiziell die Festung Akershus in Oslo entgegengenommen hatte. Die dazu hergestellten Fotografien von Johannes Stage sind nationale Ikonen in Norwegen, Drucke und Abzüge waren in der Nachkriegszeit und später in vielen norwegischen Privatwohnungen und auf norwegischen Briefmarken zu sehen. Während der deutsche Major und Festungskommandeur und sein Adjutant in korrekter Uniform, polierten Stiefeln, behandschuht und mit ihren Orden zur Übergabe antreten, nimmt Rollem diese ohne Mütze, bekleidet mit gestrickten Trachtengamaschen, Knickerbockern und einer alten Uniformjacke entgegen.
Der im Rahmen des Unternehmen Haudegen 1944 im norwegischen Spitzbergen stationierte Wettertrupp Haudegen kapitulierte als letzte Einheit der Wehrmacht erst am 4. September 1945.

## Aufarbeitung

### Juristische Aufarbeitung
Terboven, Redieß und Fehlis entzogen sich durch Suizid der Verantwortung. Von Falkenhorst wurde von einem britischen Militärgericht in Braunschweig wegen der Beteiligung an der Ermordung von britischen Kommandosoldaten zum Tode verurteilt, zu lebenslänglicher Freiheitsstrafe begnadigt und aus gesundheitlichen Gründen 1953 entlassen. Von der 1943 gebildeten United Nations War Crimes Commission in London war auf norwegische Initiative eine Liste mit den Namen von 380 Deutschen und Österreichern aufgestellt worden, die verdächtigt wurden Kriegsrechtsverletzungen begangen zu haben. Gegen 86 wurde in Norwegen Anklage erhoben und 81 wurden verurteilt, wobei 76 von ihnen Mord, Totschlag oder Körperverletzung vorgeworfen worden war. 70 Verurteilte gehörten der Sipo an. Gleichzeitig wurden 90.000 Fälle von Landesverrat gegen Norweger vorbereitet. Lothar Rendulic wurde beim Nürnberger Prozess Generäle in Südosteuropa vorgeworfen, mutwillig und ohne militärische Notwendigkeit die norwegische Provinz Finnmark verwüstet zu haben. Das Gericht sah es als bewiesen an, dass dieses Vorgehen objektiv militärisch nicht notwendig gewesen war, gestand dem Angeklagten aber zu, dass er im Rahmen seiner damaligen ehrlichen Einschätzung der militärischen Lage geirrt haben könnte, und befand ihn in diesem Anklagepunkt für nicht schuldig.

### Wiedergutmachungspolitik
Am 7. August 1959 wurde zwischen Norwegen und der Bundesrepublik Deutschland ein Globalabkommen zur Wiedergutmachung mit einer Zahlungsverpflichtung von 60 Mio. DM abgeschlossen.